# Cipriano Francisco de Sousa
Cipriano Francisco de Sousa (Desterro, 1819 — Desterro) foi um político brasileiro.
Filho de José Manuel de Sousa e de Maria Bernarda de Almeida.
Foi deputado à Assembleia Legislativa Provincial de Santa Catarina na 10ª legislatura (1854 — 1855).